# Station Krzna
Station Krzna is een spoorwegstation bij de Poolse plaats Zalesie (gemeente Łuków).